# Rode Spijker

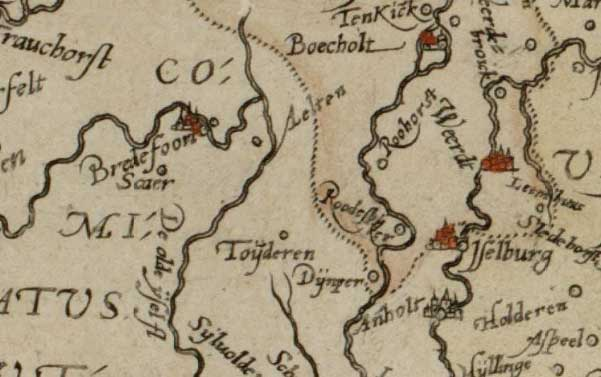
De Rode Spijker op een kaart van Gelria door Christianus Schrot in de atlas van Ortelius (1612), n.b. oosten boven en zuiden rechts op de kaart

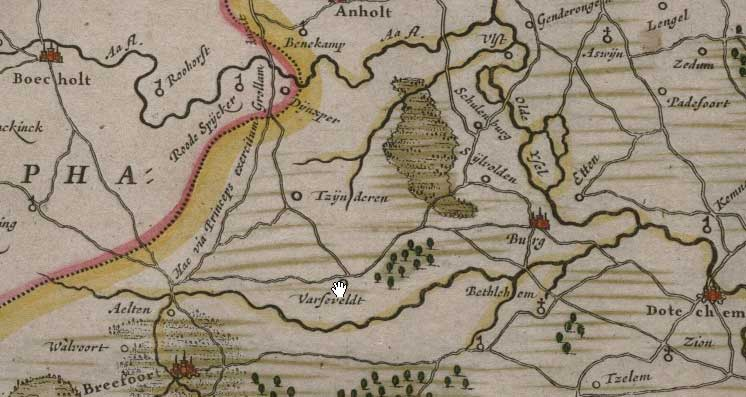
De Rode Spijker op een kaart van het graafschap Zutphen door Willem Blaeu in de atlas van Blaeu (1634), n.b. noorden beneden, zuiden boven, westen rechts en oosten links op de kaart

Het huis en landgoed De Rode Spijker was een havezate (versterkt huis) en lag ten zuiden van Suderwick gelegen aan de Aa-strang in Duitsland, gemeente Bocholt, op de grens met Nederland.

## Geschiedenis van een verdwenen havezate
Al in 1570 tekende Abraham Ortelius de Rode Spijker op een kaart, die vanaf dat jaar onafgebroken op kaarten wordt vermeld, totdat in het Aardrijkskundig Woordenboek van Abraham Jacob van der Aa uit 1839 het onderstaande staat geschreven:
SPIJKER (DE ROODE), voormalige Havezate in het graafschap Zutphen, heerlijkheid Bredevoort, provincie Gelderland, district), arrondissement) en 8 uren Zuid-Oosten van Zutphen, kanton, gemeente en ½ uren Noord-Oosten) van Aalten, waarvan men thans de plaats, waar zij gestaan heeft, niet meer weet aan te wijzen. 
Goddert Frederik van Basten (vermeld in Bocholt en Aalten, zoon van dr. Hendrik IV van Basten en Richarda de Roller), erft bij de verdeling van de ouderlijke nalatenschap omstreeks 1655 het van Hambroeck afkomstige huis het Roode Spijker (Rothe Spiker) bij Dinxperlo. In 1684 wordt hij genoemd als bewoner (vgl. ORA Bredevoort nr. 329). Het is mogelijk een leengoed van het Haus Büling, ook genoemd Haus Hambrock/ Hambroich/Hambroek bij Bocholt, dat vroeger bij de heerlijkheid Borculo hoorde.

## Oudheidkundige vereniging Suderwick

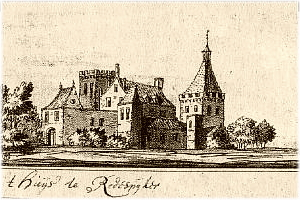
Rode Spijker afgebeeld op een mogelijke fantasieafbeelding door Jacobus Stellingwerff

In de zomer van 2008 lukte het enkele geschiedkundigen van de oudheidkundige vereniging Suderwick met behulp van kaartmateriaal en metingen van de stad Bocholt, de ligging van de verdwenen Rode Spijker terug te vinden.
Zij hebben vastgesteld dat de havezate uit twee gebouwen bestond. Het eerste gebouw vermoedelijk een bijgebouw had een oppervlak van ca. 10 x 10 meter. Het tweede gebouw is waarschijnlijk het hoofdgebouw, de Rode Spijker zelf, en daar werd een oppervlakte opgemeten van gemiddeld ca. 20 x 13,5 meter. Uit een recent ontdekte historische kaart blijkt dat er mogelijk nog een derde gebouw aanwezig was.